# Club de Clichy
Le Club de Clichy est un club formé au lendemain de la chute de Robespierre, le 9 thermidor an II (27 juillet 1794). Il est fermé au lendemain du coup d'État du 18 Fructidor (4 septembre 1797).

## Histoire
Ce club était constitué au départ de députés de la Convention qui, presque tous, avaient été arrêtés durant la Terreur. À côté des groupes et réseaux véritablement contre-révolutionnaires, ces Conventionnels sortis de prison, et des Thermidoriens cherchant à élaborer une politique, prirent l'habitude de se retrouver dans un local au bas de la rue de Clichy après la chute de Robespierre. Ce club permet aux députés et journalistes de droite de débattre et de coordonner leurs initiatives. Constitué au départ de députés qui, presque tous, avaient été arrêtés sous la Terreur, on dit qu'ils se saluaient « à la guillotine », c’est-à-dire en penchant d'un coup sec la tête en avant, le reste du corps restant droit. On y trouvait Vincent-Marie Viénot de Vaublanc, Mathieu Dumas, Camille Jordan, Pierre-Paul Royer-Collard, le général Willot, etc. À la fermeture du club des Jacobins en novembre 1794, le danger provenant de l'extrême gauche s'estompant, les membres les plus républicains du club de Clichy le quittèrent, ne sentant plus la nécessité d'un groupe de pression contre un danger presque disparu.
Après une période de sommeil, le club de Clichy recommence à jouer un rôle important au début du Directoire. Il est le point de ralliement des nouveaux députés de tendance républicaine modérée comme Siméon et Tronson-Ducoudray, mais aussi de partisans d'une restauration de la monarchie comme Imbert-Colomès et Lemérer. Il accueille aussi d'anciens députés de la Convention de droite comme François-Antoine de Boissy d'Anglas et Henry-Larivière. Le club de Clichy entretient d'étroits rapports avec la presse de droite, L'Éclair, Le Véridique, Le Messager du soir, Les nouvelles politiques.
Le club de Clichy connaît son apogée en 1797, avec l'afflux des députés du « nouveau tiers », élus en avril de cette année, attirant jusqu'à 300 des 750 membres des deux Conseils des Cinq-Cents et des Anciens ; il semble en position de dominer les Conseils. 
La division se fait entre partisans intransigeants du rétablissement de la royauté autour de Gibert-Desmolières, qui entraîne quelque 80 députés, tandis que les modérés réunis autour de Mathieu Dumas essaient d'éviter l'affrontement avec le Directoire. Le club de Clichy parvient à retrouver son unité pour faire élire Balthazar François Barthélémy, son candidat au Directoire, mais la plupart de ses initiatives législatives échouent. 
Le coup d'État du 18 fructidor an V (4 septembre 1797) marque la fin de son existence. Bien renseignés sur les préparatifs du coup d'État, les clichyens, officiellement dissous par respect pour la loi du 7 thermidor an V, loi proposée par ses membres, ne peuvent en effet se mettre d'accord sur un plan de résistance. L'arrestation et l'expulsion de plusieurs de ses chefs met fin à l'existence de ce premier bloc des droites. Un certain nombre de ses membres sont déportés en Guyane.